# Scott’s Dry Dock

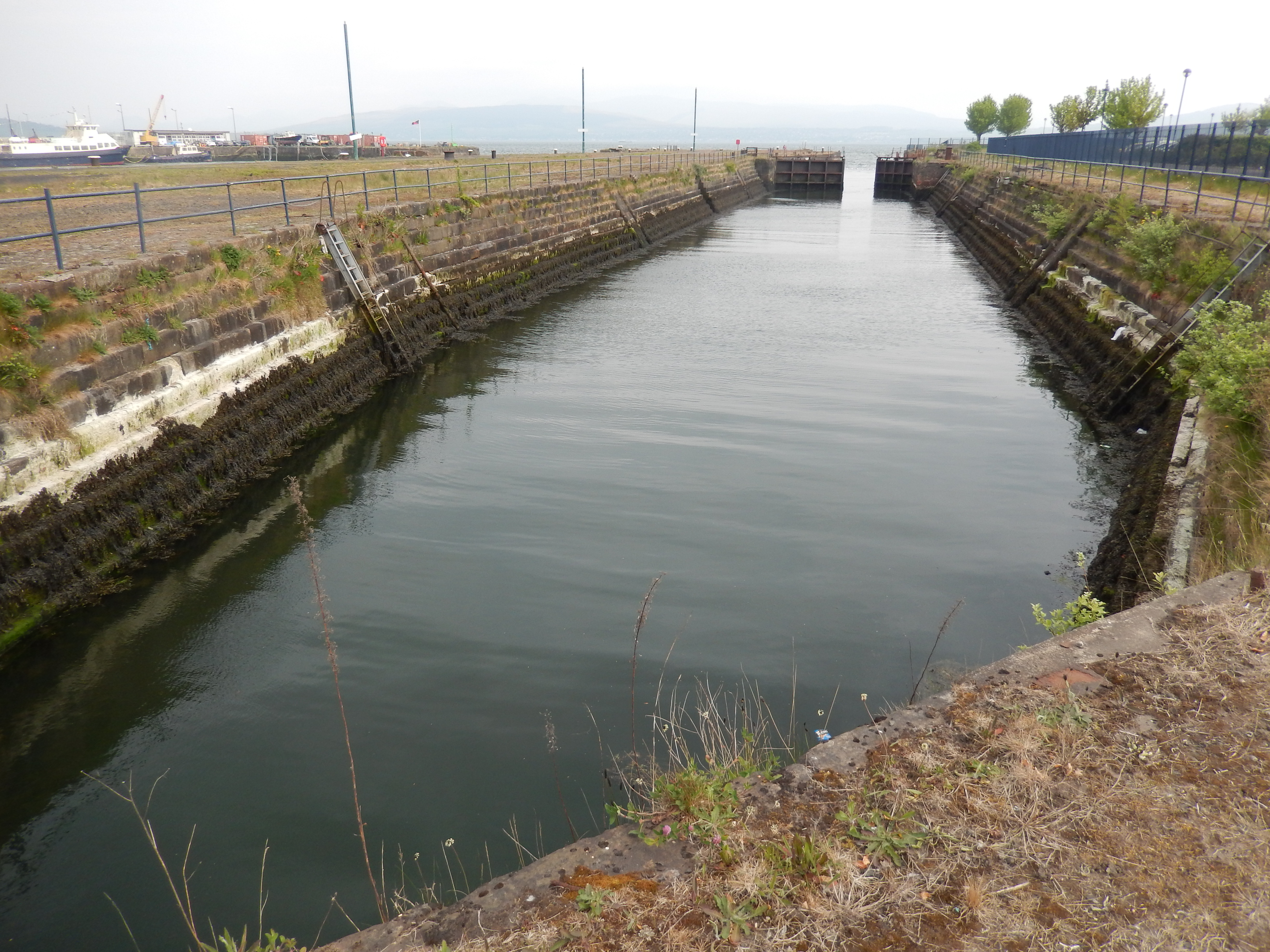
Scott’s Dry Dock

Scott’s Dry Dock ist ein Trockendock in der schottischen Stadt Greenock in Inverclyde. 2005 wurde das Bauwerk in die schottischen Denkmallisten in der höchsten Kategorie A aufgenommen.

## Geschichte
Der aus Ayr stammende James Steele begann gegen Ende des 18. Jahrhunderts mit der Konstruktion von Booten und Schiffen. 1796 gründete er mit John Carswell das Unternehmen Steele and Carswell mit Firmensitz in Greenock. Nach der Auflösung von Steele and Carswell im Jahre 1816 gründete Steele ein neues Unternehmen mit seinen Söhnen Robert und James als Partner. In den 1820er Jahren wurde mit der Konstruktion von Dampfschiffen begonnen. Das Unternehmen wurde 1883 von der Scotts Shipbuilding and Engineering Company übernommen, welche 1967 in dem Konzern Scott Lithgow aufging und schließlich 1993 abgewickelt wurde.
Obschon unwahrscheinlich, besteht die Möglichkeit, dass das Trockendock in Greenock mit der Firmengründung 1796 eingerichtet wurde. Wahrscheinlicher erscheint die Annahme, dass es erst zum Bau von Dampfschiffen in den 1820er Jahren erbaut wurde. Spätestens stammt es aus dem Jahre 1825, da das Bauwerk auf einer Landkarte aus diesem Jahr verzeichnet ist. Die Tatsache, dass ein benachbartes, 1823 erbautes Dock auf einer späteren Karte als „New Graving Dock“ bezeichnet wurde, könnte darauf hindeuten, dass Scotts Dock älteren Datums ist. Man geht davon aus, dass es sich um das älteste erhaltene Trockendock in Schottland handelt. 2008 wurde die Anlage in das Register gefährdeter denkmalgeschützter Bauwerke in Schottland aufgenommen. Ihr Zustand wurde 2014 als schlecht, jedoch mit mäßiger Gefährdung beschrieben.

## Beschreibung
Das Trockendock befindet sich am Südufer des Firth of Clyde im Osten von Greenock abseits der A8. Es ist rund 110 m lang und 20 m breit. Die Seitenmauern bestehen aus Sandstein, sind gestuft und am Beckenende semioktogonal gestaltet. Entlang des Beckens sind in regelmäßigen Abständen Stahlringe eingelassen. Auch Teile der eingesetzten Maschinerie sind noch vorhanden. Im Norden grenzt ein Außenbecken an, dass durch ein stählernes Tor vom Trockendock abgegrenzt ist. Die Ausfahrt in den Firth of Clyde ist 20 m weit.